# Commission locale d'information
Pour les articles homonymes, voir CLI.
Une commission locale d'information (CLI) ou comité local d'information et de suivi (CLIS) est une structure d'information et de concertation obligatoirement mise en place par certaines installations classées pour la protection de l'environnement (ICPE) (en France). 
Les 53 CLI françaises — dont 38 autour des sites nucléaires — rassemblent 3 000 membres, élus, syndicalistes, représentants d'associations et experts ou personnes qualifiées.
Chaque CLI a une mission générale d'information du public en matière de sûreté et de suivi de l'impact des activités de l'installation classée sur les personnes et l'environnement. Elle est compétente en matière d'information, de santé et de sécurité des riverains, directement ou indirectement (via par exemple les retombées sur l'agriculture, l'eau, l'environnement…). 
Elle contribue à minimiser les risques relatifs à ces installations, notamment en cas d'accident, grâce à une meilleure information des riverains et parties prenantes.
Dans le domaine du nucléaire, la loi du 13 juin 2006 relative à la transparence et à la sécurité en matière nucléaire leur a donné un fondement législatif. Dans ce contexte on parle encore de CLIs.

## Cas particulier du domaine du nucléaire
En France, un décret du 12 mars 2008 précise l'organisation et le fonctionnement des commissions locales d'information (CLI) auprès des installations nucléaires de base. 
La loi définit par ailleurs la « transparence en matière nucléaire » comme « l'ensemble des dispositions prises pour garantir le droit du public à une information fiable et accessible en matière de sécurité nucléaire. » La convention d'Aarhus, ratifiée par l'Europe et la France, donne aussi une valeur particulière à l'accès à l'information environnementale.

### En 2008
- Une trentaine de CLI fonctionnent, ainsi qu'un comité local d'information et de suivi spécifique au laboratoire souterrain de Bure créé (conformément à la loi du 30 décembre 1991 relative aux recherches sur la gestion des déchets radioactifs).
- Environ 15 commissions d'information ont également été créées autour des sites nucléaires intéressant la défense, conformément à la loi[5].
- La décision de créer une CLI est prise par le président du conseil général où l'installation nucléaire de base est sise[6].
  - Il décide, s'il y a plusieurs installations proches, s'il y a lieu de créer une ou plusieurs commissions.
  - Il nomme les membres de la commission, et la préside.

#### Composition
Une CLI regroupe :
- des représentants des conseils généraux et des conseils municipaux concernés ou des assemblées délibérantes des groupements de communes et des conseils régionaux intéressés (dès qu'une partie de leur territoire est située à moins de 5 km du périmètre de l'installation ou si le plan particulier d'intervention (PPI) relatif à cette installation est applicable sur tout ou partie du territoire de cette collectivité ou de ce groupement),
- des membres du Parlement élus dans le département,
- des représentants d'ONG de protection de l'environnement, d'intérêts économiques, d'organisations syndicales de salariés représentatives
- des représentants des professions médicales,
- des personnalités qualifiées...

### Fonctionnement
La commission se réunit au moins deux fois par an. Elle produit un rapport annuel d'activité.
Elle organise une information régulière du public sur ses travaux et sur les informations qui lui sont communiquées (par les exploitants, l'Autorité de sûreté nucléaire, d'autres services de l'État…).

### Moyens financiers
Les CLI dotées d'une personnalité juridique (statut d'association) peuvent recevoir des subventions de l'État, de collectivités ou groupements de collectivités. Elles peuvent aussi recevoir une partie du produit de la taxe annuelle que les exploitants des installations nucléaires de base doivent payer.
Une saisine de la commission de l'Autorité de sûreté nucléaire et des ministres chargés de la sûreté nucléaire est permise à certaines conditions (fixées par le décret qui fixe aussi les règles applicables à la fédération que les CLI peuvent constituer, sous statut d'association, pour les représenter auprès des autorités nationales et européennes et leur apporter une assistance pour les questions d'intérêt commun). 
Plusieurs CLI ont créé (le 5 septembre 2000) l'Association nationale des comités et commissions locales d'information (Anccli).

## Simplification administrative
Un décret de février 2012 programme le remplacement des Clic (équivalent des CLIs mais pour les établissements Seveso seuil haut) et les Clis par des Commissions de suivi des sites (CSS) autour des sites industriels à risque, qui peuvent « aborder librement tous les sujets relatifs aux intérêts couverts par le code de l'environnement. »
À partir de 2012, quand des Clic et/ou une Clis coexistent sur un même territoire, la ministre demande de privilégier la création d'une CSS unique réunissant ces instances, que soient concernées une seule ou plusieurs installations. Même là où une CLIS n'était pas obligatoire, en l'absence de Secrétariat permanent pour la prévention des pollutions et des risques industriels (SPPPI) et si le sujet ne se prêt pas à un simple CODERST le préfet peut créer une CSS autour d'une (ou plusieurs) installation(s) classée(s) (ICPE) relevant du régime de l'autorisation ; il peut le faire à la demande d'un tiers (association de protection de l'environnement, élus, riverains), ou de son propre chef. Chaque commission est ouverte et transparente (ses comptes rendus sont considérés comme « des documents administratifs communicables au public »).

## Généralités
- Le droit français des ICPE a transcrit par le décret 2000-258 du 20 mars 2000 la réglementation européenne, dite Seveso-II.
- Le projet de réforme du code minier (attendu pour l'automne 2013) pourrait leur donner une fonction supplémentaire dans le domaine des mines et carrières.